# Catharina Vilhelmina Ehrensvärd
Catharina Vilhelmina Piper, född Ehrensvärd 26 februari 1754, död 5 februari 1798 i Stockholm, var en svensk hovdam.

## Biografi
Catharina Vilhelmina Ehrensvärd föddes 1754 på Vaxholms fästning. Hon var dotter till generalmajoren friherre Carl Ehrensvärd och friherrinnan Margareta Gyllengranat. Ehrensvärd blev 23 november 1770 hovfröken och 1777 statsfru hos änkedrottningen Lovisa Ulrika av Preussen. Hon blev tjänstefri 1782. Ehrensvärd avled 1798 i Stockholm och begravdes i Storkyrkan.

### Familj
Ehrensvärd gifte sig 30 januari 1777 på Fredrikshov med hovmarskalken Sten Abraham Piper, son till Gustaf Abraham Piper. De fick tillsammans barnen överhovmästarinnan Lovisa Sofia Piper (1777–1849) som var gift med överstekammarherren, greve Fabian Reinhold von Fersen, hovfröken Antoinetta Vilhelmina Charlotta Piper (1779–1819) som var gift med översten, friherre David Stierncrona, hovfröken Maria Henrietta Augusta Piper (1781–1809) som var gift med friherren Erik Reinhold Adelswärd, majoren Gustaf Carl Piper (1782–1820) i Västmanlands regemente, kaptenen Sten Vilhelm Piper (1784–1815) och hovfröken Adelaide Piper (1786–1866).